# Блаунт, Джон, 3-й барон Маунтжой
Джон Блаунт (англ. John Blount; ок. 1450 — 12 октября 1485) — английский аристократ, 3-й барон Маунтжой.

## Биография
Джон Блаунт родился около 1450 года в Роке, Вустершир. Он был вторым сыном Уолтера Блаунта, 1-го барона Маунтжоя (примерно 1416—1474), от его первой жены Эллен Байрон, дочери сэра Джона Байрона из Клейтона, Ланкашир.
Джон был назначен лейтенантом крепости Хаммес в Кале 6 апреля 1470 года. Отец Блаунта умер 1 августа 1474 года и был похоронен в Грейфрайарсе, Лондон. Его старший сын и наследник Уильям умер от ран, полученных в битве при Барнете 14 апреля 1471 года, а несовершеннолетний сын Уильяма Эдуард стал 2-м бароном Маунтжоем. Когда Эдуард умер 1 декабря 1476 года, не оставив потомства мужского пола, Джон Блаунт унаследовал баронство.
Маунтжой был посвящен в рыцари в январе 1478 года после свадьбы младшего сына Эдуарда IV, Ричарда Шрусбери, 1-го герцога Йоркского. Когда Ричард III стал королем Англии, он назначил лорда Маунтжоя констеблем Гина, после чего, по словам Хоррокса, Маунтжой «оставил Хаммес своему младшему брату Джеймсу, которому эта должность была предоставлена совместно с ним в мае 1476 года».
К 14 августа 1484 года лорд Маунтжой был тяжело болен, и сэр Томас Монтгомери, который позже женился на вдове Маунтжоя, был уполномочен действовать в качестве его заместителя в Гине, в то время как брат Маунтжоя, Джеймс Блаунт, занял пост капитана Хаммеса. Затем в Английском Кале развернулась напряженная, даже драматическая конфронтация, в которой Джон Блаунт лишь номинально командовал.
В 1484 году Джеймс Блаунт стал недовольным Ричардом III и сторонником Генриха Тюдора, графа Ричмонда, будущего короля Генриха VII. Это стало очевидным для короля Ричарда, когда позже в том же году он приказал вернуть в Англию Джона де Вера, 13-го графа Оксфорда, который находился в плену в Хаммесе почти десять лет. Томас Монтгомери, который замещал Маунтжоя, также перешел на сторону Генриха. Джеймс Блаунт привел графа Оксфорда ко двору Генриха, и в декабре Джон Динхем, 1-й барон Динхем, капитан Кале, предпринял нападение на Хаммес. В январе 1485 года Оксфорд вместе с Томасом Брэндоном успешно эвакуировал силы из Хаммеса, включая жену Блаунта и его брата Джеймса Блаунта, и они присоединились к Генриху Тюдору. Ричард III, видя измену Уильяма Гастингса, 1-го барона Гастингса, отступил, вел переговоры непоследовательно, с предложениями помилования, смешанными с конфискациями, и Джон Глостерский был назначен вместо Джона Динхема. Джеймс Блаунт и другие были с Генрихом, когда он вторгся в Англию и стал королем после победы над Ричардом III в битве при Босворте.
Лорд Маунтжой составил завещание 6 октября 1485 года, завещав своему второму сыну Роуленду Блаунту золотую цепочку с золотым львом, украшенным бриллиантами, и своей дочери Констанс 100 фунтов стерлингов за ее долю в браке. Он наставлял своих двух сыновей «жить правильно и никогда не брать на себя баронское положение, если они могут оставить его у них, и не желать быть великими в отношении принцев, потому что это опасно». Он умер 12 октября 1485 года. В 1488 году опекунство над его старшим сыном и наследником Уильямом Блаунтом, 4-м бароном Маунтжоем, было передано его брату Джеймсу (ум. 1492), третьему сыну Уолтера Блаунта, 1-го барона Маунтжоя.

## Брак и дети
Около 1477 года лорд Маунтжой женился на Лоре Беркли (ок. 1466 — 31 октября 1501), дочери Эдварда Беркли (ум. в марте 1506) из замка Берестон, Глостершир, сын сэра Мориса де Беркли и его жена Лора Фицхью, и Кристиан Холт (ум. 1468), второй дочери эсквайра Ричард Холта. У супругов было два сына и две дочери:
- Уильям Блаунт, 4-й барон Маунтжой (ок. 1478—1534), старший сын и преемник отца
- Роуленд Блант, который умер в 1509 году, не оставив потомства.
- Лора Блаунт (ум. 1480)
- Констанс Блаунт, которая вышла замуж за сэра Томаса Тиррелла из Херона в Ист-Хорндона, Эссекс, сына сэра Томаса Тиррелла из Херона (ум. 1512), Она стала матерью эсквайра Джона Тиррела (ум. 1540); сэра Генри Тиррелла (ум. 20 мая 1588); сэра Уильяма Тиррелла, Томаса Тиррелла, Чарльза Тиррелла и Джорджа Тиррелла[9].

После смерти барона Маунтжоя, его вдова, Лора (урожденная Беркли), в 1485 году во второй раз вышла замуж за сэра Томаса Монтгомери (ум. 2 января 1495), от брака с которым у неё не было детей. Третьим мужем Лоры стал Томас Батлер, 7-й граф Ормонд (1426—1515), от брака с которым у неё была дочь, Элизабет Батлер (умерла в 1510). Лора (урожденная Беркли) была похоронена в Нью-Эбби, Лондон, вместе со своим вторым мужем.